# Nitasha Kaul

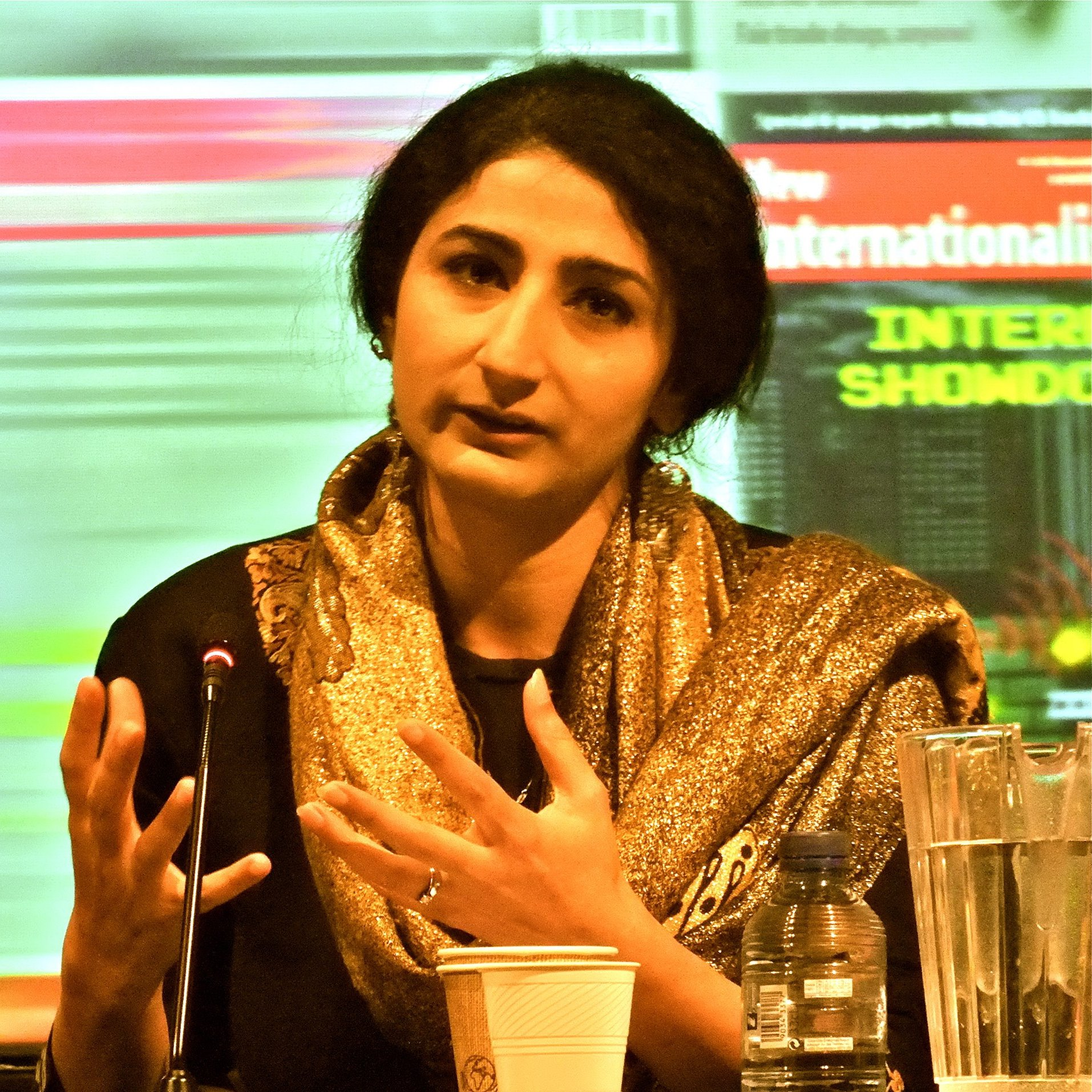
Nitasha Kaul

Nitasha Kaul (1976) is een Indiaas econoom, filosoof, dichter en schrijver.

## Leven
Kaul is in Kasjmir geboren en woont momenteel in het Verenigd Koninkrijk. Ze werkt als een bezoekende Research Fellow bij het Centrum voor de Studie van Democratie aan de Universiteit van Westminster in Londen en doet onderzoek op de democratisering van Bhutan. Ze reist regelmatig naar Bhutan en schrijft daarnaast boeken, artikelen en columns voor The Guardian en The Times of India over de regio Kasjmir.

## Werken
- Residue
- November Light: An Anthology of Creative Writing from Bhutan
- Imagining Economics Otherwise: Encounters with Identity/Difference

## Prijzen
- Asian literary prize, 2009, shortlisted